# Roudnické strojírny a slévárny
Roudnické strojírny a slévárny a.s. (zkráceně ROSS) byl podnik založený okolo roku 1880 Janem Pracnerem jako továrna na opravu a výrobu hospodářských strojů. Po jeho odstoupení se stal roku 1890 vlastníkem jeho společník Rudolf Bächer, následně firma nesla název Rudolf Bächer, továrna na pluhy a slévárna Roudnice nad Labem.
Tato firma se zabývala výrobou zemědělského nářadí a odlitků do 3000 kg. V druhé polovině 20. století se firma přejmenovala na Roudnické strojírny a slévárny a začaly se ze vyrábět krom zemědělského nářadí i rámy pro vozy Liaz a Praga V3S. 
Nástupcem této firmy je firma Ross Universum, která se stará o náhradní díly a výrobu nového zemědělského nářadí.